# Le Trapèze volant
Le Trapèze volant est une mélodie pour voix et piano de la compositrice française Claude Arrieu, écrite en 1936.

## Contexte et création
Claude Arrieu compose Le Trapèze volant sur un poème de Louise Roudanez, dite Loulou. L'œuvre est encore inédite.